# Erosión por estrechamiento de cauce
El estrechamiento del cauce de un río se puede dar en forma localizada por algunas decenas de metros, o puede darse en un tramo relativamente largo. La erosión por estrechamiento del cauce tiene sus particularidades, dependiendo del tipo de estrechamiento.

## Erosión causada por un estrechamiento general del cauce

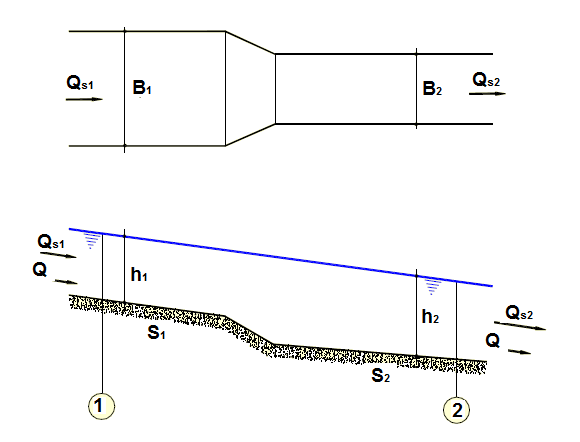
Estrechamiento del cauce de un río

Este tipo de erosión se da en las aproximaciones a distintas obras, como por ejemplo al encauzamiento de un tramo de río. Al reducirse el ancho de la sección, la corriente aumenta su velocidad y por ende aumenta el transporte de sedimentos, el tirante aumenta y puede variar la pendiente del fondo a partir de la contracción. 
Este proceso se detiene cuando alcanza la situación de equilibrio para todo el tramo {\displaystyle \tau _{0}}  ≅  {\displaystyle \tau _{c}}   y el Qs1 ≅  Qs2.
El grado de estrechamiento es considerado por la relación de contracción {\displaystyle \beta }:
{\displaystyle \beta ={\frac {B_{1}}{B_{2}}}}
Para estimar el valor de esta erosión, existe una infinidad de trabajos entre los que se destacan el de Laursen (1958 a 1963), Komura (1966), Gill (1981) y Parker (1981). 
En general, estos autores desarrollan distintas ecuaciones según se trate de agua limpia (clear water) o lecho vivo (live bed). Como veremos más adelante, el agua limpia tiene mayor potencial de erosión debido a que el sedimento arrastrado no es repuesto por la corriente.
Si bien el trabajo de Laursen es uno de los más antiguos, analiza distintas situaciones de contracción del cauce principal y llanuras de inundación, por lo que se torna uno de los más completos. Para lecho vivo, contracción tanto del canal principal como de la llanura de inundación, y diferentes coeficientes de rugosidad aguas arriba y abajo, Laursen propone:
{\displaystyle {\frac {h_{2}}{h_{1}}}={\left({\frac {Q_{2}}{Q_{1m}}}\right)^{\frac {6}{7}}*\beta ^{k_{1}}*\left({\frac {n_{2}}{n_{1}}}\right)^{k_{2}}}}
Para lecho vivo y contracción únicamente de la llanura de inundación ({\displaystyle B_{1}=B_{2}}):
{\displaystyle {\frac {h_{2}}{h_{1}}}={\left({\frac {Q_{2}}{Q_{1m}}}\right)^{\frac {6}{7}}}}
Para lecho vivo y contracción únicamente del canal principal:
{\displaystyle {\frac {h_{2}}{h_{1}}}={\beta ^{k_{1}}}}
En la situación de agua clara (condición de equilibrio estático), Laursen llega a establecer analíticamente:
{\displaystyle {\frac {h_{2}}{h_{1}}}={\beta ^{k_{1}}}*{\left({\frac {V_{1}^{2}}{36*{h_{1}}^{\frac {1}{3}}*{{D_{50}}^{\frac {2}{3}}}}}\right)}^{\frac {3}{7}}}
Donde:  
{\displaystyle B_{1}}, {\displaystyle B_{2}}, {\displaystyle h_{1}} y {\displaystyle h_{2}} = anchos y tirantes en el canal principal [m],
{\displaystyle Q_{2}} = caudal [m³/seg], en la sección contraída (Q2 equivale al caudal de diseño completo),
{\displaystyle Q_{1m}} = caudal [m³/seg] en el canal principal aguas arriba,
{\displaystyle n_{1}} y {\displaystyle n_{2}} = coeficientes de rugosidad de Manning (para el equivalente perímetro mojado),
{\displaystyle k_{1}} y {\displaystyle k_{2}} = coeficientes que dependen de la relación entre las velocidades de corte (u*) y de caída (w) dada en la tabla siguiente,
{\displaystyle V_{1}} = velocidad media [m/seg] en el canal aguas arriba, y
{\displaystyle D_{50}} = diámetro medio [mm].
Valores de los coeficientes {\displaystyle k_{1}} y {\displaystyle k_{2}}.
| u*/w       | k1   | k2    | Modo de Transporte del Material                                              |
| ---------- | ---- | ----- | ---------------------------------------------------------------------------- |
| < 0.50     | 0.59 | 0.066 | Material en contacto con el fondo en su mayoría (rodamiento, deslizamiento). |
| 0.50 a 2.0 | 0.64 | 0.21  | Algo de material suspendido (saltación).                                     |
| > 2.0      | 0.69 | 0.37  | Material suspendido en su gran mayoría.                                      |

### Contracción causada por un puente
Para la contracción debida a puentes, Richardson et al (1995), basados en la ecuación de Laursen, para lecho vivo recomiendan la siguiente modificación de la ecuación:
{\displaystyle {\frac {h_{2}}{h_{1}}}={\left({\frac {Q_{2}}{Q_{1m}}}\right)^{\frac {6}{7}}*\left({\frac {B_{1}}{B_{2}}}\right)^{k_{1}}}}

Esta misma fuente recomienda la siguiente expresión para la condición de agua limpia:
{\displaystyle h_{2}=1.48*\left({\frac {Q_{2}}{{d_{m}}^{\frac {1}{3}}*B_{2}}}\right)}

Donde 
{\displaystyle Q_{2}} = caudal total en la sección del puente [m³/seg],
{\displaystyle d_{m}} = diámetro medio equivalente [mm] establecido como {\displaystyle d_{m}=1.25*D_{50}}.
Por otro lado, Neill en 1973 propone un proceso iterativo similar al planteado para la estimación de la erosión general. Establecido el emplazamiento del puente, se determinan las características de la corriente aguas arriba y en la sección del puente suponiendo que no existe erosión. Luego se comienza a descender el fondo en la sección del puente hasta igualar que la velocidad sea igual o menor a la crítica.